# Onthophagus sutleinensis
Onthophagus sutleinensis är en skalbaggsart som beskrevs av Splichal 1910. Onthophagus sutleinensis ingår i släktet Onthophagus och familjen bladhorningar. Inga underarter finns listade i Catalogue of Life.